# Kajkagekast
Kajkagekast er en sportsgren, hvor deltagerne kaster med en kajkage. Ved officielle stævner kan deltagerne vinde to hæderspriser: "Dagens længste kast" og "Dagens Splat".
Kendskabet til kajkagekast er blevet udbredt af Fronten For Kajkagekast Indførelse Som Olympisk Disciplin, FFKKKISOD, som blev stiftet d. 29. november 1992 i Overlund, Viborg. Sportsgrenen opnåede i slutningen af 1990'erne interesse fra medierne, kulminerende med deltagelse i P3-programmet Kronsj, hvor frontens præsident var i studiet med Kaj og Andrea. Aarhus Universitet afholdt i 2009 de uofficielle verdensmesterskaber i kajkagekast i forbindelse med idrætsdagen.
Af historiske årsager måles kajkagekast altid i PF (Præsidentfødder)[kilde mangler].1 PF svarer til en godt udtrådt Nike Air løbesko størrelse 44 eller 30,5cm. Der måles i lige linje fra kastestedet til det bageste nedslagssted, der vil være markeret lyserødt af kagen.
Verdensrekorden i kajkagekast er 193 PF og gik til Thorbjørn "Den Store" Lund i 2005[kilde mangler].